# Riu Ntem
El riu Ntem (també anomenat riu Campo) és un riu africà que passa per Camerun, Gabon i Guinea Equatorial.
Neix a la província gabonesa de Woleu-Ntem i desemboca a l'oceà Atlàntic, en la ciutat de Campo, al golf de Biafra. El 2000 es va crear una reserva natural de 335 km² al voltant de la seva desembocadura.